# TRIM Familia de motivos tripartitos

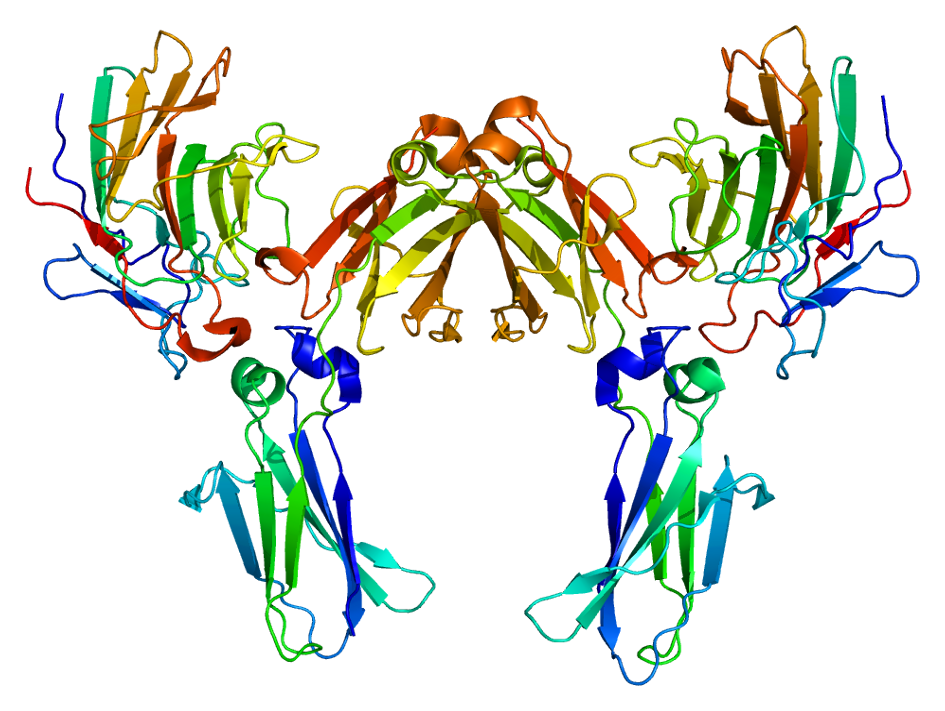
TRIM número 21 de motivos tripartitos.

La familia de motivos tripartitos es una familia de proteínas que se caracterizan por contener motivos tripartitos en su estructura. Todas las proteínas de esta familia se denominan TRIM seguido de un número.  También conocidas como la familia RBCC por las siglas de sus motivos: RING, B-BOX, CC (coiled coil). 

## Estructura
El motivo tripartito (TRIM) está siempre presente en el «extremo N-terminal», mientras que diferentes dominios «extremos C-terminales» determinan las principales diferencias estructurales dentro de la familia.
Los motivos tripartitos presentes en el dominio N-terminal incluyen los siguientes tres dominios:
- 1) Un dominio de dedos de zinc RING, (R).
- 2) Uno o dos dominios de dedos de zinc, B-box (B).

-   - Si sólo hay una B-box presente, siempre será de tipo 2.
  - Si hay dos B-box presentes, la de tipo 1 siempre precede a la de tipo 2.

- 3) Una región de hélice superenrollada (coiled coil) (CC).

Por su parte, el dominio C-terminal de las proteínas TRIM puede contener:
- Proteínas del grupo 1: un extremo C-terminal que incluye alguno de los siguientes dominios:
  - Dominio NHL y dominio IGFLMN, asociados o solos.
  - Dominio PHD asociado con un bromodominio.
  - Dominio MATH (por ejemplo, TRIM37).
  - Dominio ARF (por ejemplo, TRIM23).
  - Dominio EXOIII (por ejemplo, TRIM19).
- Proteínas del grupo 2: dominio SPRY.

## Función
Las proteínas de la familia TRIM (o familia RBCC) transfieren la fracción de ubiquitina a sustratos específicos, pero también están involucradas en modificaciones como la SUMOilación (post-traduccional) y la ISGilación. Los miembros de la familia TRIM están involucrados en una gran cantidad de procesos biológicos y fisiológicos y, cuando estos se alteran, están implicados en muchas patologías.
Muchas proteínas TRIM son inducidas por interferón, ya que son un componente importante en la resistencia contra patógenos, y muchas proteínas TRIM son conocidas por ser necesarias para la restricción de infecciones causadas por lentivirus. Estas proteínas está implicadas en el reconocimiento del patógeno y, por regulación de rutas transcripcionales, en la defensa del hospedador.

## Miembros de la familia
La familia TRIM se divide en dos grupos que difieren en la estructura de los dominios y en la organización genómica:
- Los miembros del grupo 1 poseen diversos dominios posibles en el extremo C-terminal y se encuentran tanto en vertebrados como en invertebrados.
- Los miembros del grupo 2 se encuentran ausentes en invertebrados y poseen siempre en el extremo C-terminal un dominio SPRY.[5]

A continuación se muestran los miembros de cada grupo descritos hasta ahora:
- Grupo 1:
  - Con dominios PHD-BROMO: TRIM24 (TIF1α), TRIM28 (TIF1β), TRIM33 (TIF1γ) (actúan como correpresores)
  - 1-10: TRIM1, TRIM2, TRIM3, TRIM8, TRIM9
  - 11-20: TRIM12, TRIM13, TRIM14, TRIM16, TRIM18, TRIM19
  - 21-30: TRIM23, TRIM25, TRIM29, TRIM30
  - 31-40: TRIM32, TRIM36, TRIM37
  - 41-50: TRIM42, TRIM44, TRIM45, TRIM46, TRIM47
  - 51-60: TRIM51, TRIM53, TRIM54, TRIM55, TRIM56, TRIM57, TRIM59
  - 61-70: TRIM62, TRIM63, TRIM65, TRIM66, TRIM67, TRIM69, TRIM70
  - 71-75: TRIM71

- Grupo 2:
  - 1-10: TRIM4, TRIM5, TRIM6, TRIM7, TRIM10
  - 11-20: TRIM11, TRIM12, TRIM15, TRIM17, TRIM20
  - 21-30: TRIM21, TRIM22, TRIM26, TRIM27, TRIM30
  - 31-40: TRIM31, TRIM34, TRIM35, TRIM38, TRIM39, TRIM40
  - 41-50: TRIM41, TRIM43, TRIM48, TRIM49, TRIM50
  - 51-60: TRIM51, TRIM52, TRIM53, TRIM57, TRIM58, TRIM60
  - 61-70: TRIM61, TRIM64, TRIM68, TRIM69, TRIM70
  - 71-75: TRIM72, TRIM73, TRIM74, TRIM75

## Cáncer
Algunos miembros de la familia TRIM desempeñan un papel importante en la aparición y el desarrollo de tumores, por ejemplo TRIM8, TRIM24, TRIM28 y TRIM32 se expresan en gran medida en los tejidos tumorales malignos y participan en el comportamiento biológico maligno. 
La TRIM es una de las subfamilias de las ligasas de ubiquitina E3 (de dedos de zinc RING), que está implicada en la aparición y el desarrollo de tumores. Pueden funcionar regulando la proliferación tumoral, la metástasis, la apoptosis y el desarrollo de resistencia a los fármacos durante la terapia tumoral.